# Le Silence (chanson)
 (octobre 2021).
Si vous disposez d'ouvrages ou d'articles de référence ou si vous connaissez des sites web de qualité traitant du thème abordé ici, merci de compléter l'article en donnant les références utiles à sa vérifiabilité et en les liant à la section « Notes et références ».
Pour les articles homonymes, voir Le Silence.
Pistes de Au cœur de la nuit
La Laisse
Le Silence est une chanson du groupe Téléphone, écrite par Jean-Louis Aubert et parue sur l'album Au cœur de la nuit en 1980. C'est la seule chanson acoustique et calme du groupe, consistant à « prendre le temps de faire une pause ». 
Sur l'album, elle enchaîne la chanson La Laisse via les aboiements et l'ambiance de la terrasse du café, au moment où la guitare commence à jouer la chanson. Il n'y a ni batterie ni guitare électrique, ce qui est inhabituel dans la discographie du groupe. C'est la seule incursion du groupe dans le folk rock.
Elle sera interprétée très régulièrement en concert par le groupe durant les tournées, comme en témoigne l'album Paris '81 sortie en 2000 retraçant les concerts de février 1981. La chanson apparait également en version studio sur l'EP En concert en 1981 avec les versions live de février 1981 des chansons Prends ce que tu veux, Fleur de ma ville et Un peu de ton amour. Le contenu de l'EP (en dehors de la chanson) apparaitra dans les compilations Téléphone illimité en 2006 et l'intégrale Au cœur du téléphone sur le dixième disque en 2015.